# 1747
1747 (MDCCXLVII) je bilo navadno leto, ki se je po gregorijanskem koledarju začelo na nedeljo, po 11 dni počasnejšem julijanskem koledarju pa na četrtek.

## Dogodki
- Na Saškem so izdali tretjo prekmursko tiskano knjigo Réd zvelicsánsztva avtorja Miháo Sever Vaneca.

## Rojstva
- 19. januar - Johann Elert Bode, nemški astronom († 1826)

## Smrti
- - Dazai Šundai, japonski trgovec in učenjak (* 1680)